# Nifas Silk-Lafto
Nifas Silk-Lafto (en amharique ንፋስ ስልክ ላፍቶ) est l'un des dix districts (en amharique ክፍለ ከተማ, transcription en alphabet latin kifle ketema, généralement traduit en anglais par subcity) d'Addis-Abeba, la capitale de l'Éthiopie. Situé au nord-ouest de la ville, il représente 68,3 km2 pour 335 740 habitants.

## Sources
- Nefas Silk Lafto Sub-City Administration sur Addis Ababa City Government